# Lara-Sophie Jäger
Lara-Sophie Jäger (* 6. Mai 2004 in Erfurt) ist eine deutsche Radsportlerin, die in den Kurzzeitdisziplinen auf der Bahn startet.

## Sportlicher Werdegang
Lara-Sophie Jäger entstammt einer Radsport-Familie: Ihr Vater Sascha war selbst erfolgreicher Bahnsprinter und ist als Trainer beim Thüringer Radsport-Verband tätig, und auch ihr Bruder Julien war als Radsportler aktiv.
Seit 2011 ist Lara-Sophie Jäger als Radsportlerin aktiv, zunächst bestritt sie zunächst Straßenrennen. Mit 14 Jahren wechselte Lara-Sophie dann zum Bahnradsprint und gehört seitdem zum Bundeskader des Bundes Deutscher Radfahrer (BDR). Bei den deutschen Bahnmeisterschaften 2019 belegte sie in der Kategorie U17 (Jugend weiblich) vier Podiumsplätze. 2021 wurde sie mit Stella Müller und Tanita Knorr deutschen Junioren-Meisterin im Teamsprint. Im selben Jahr startete sie bei den Junioren-Bahnweltmeisterschaften in Kairo und errang mit Clara Schneider und Stella Müller die Silbermedaille im Teamsprint; im Sprint wurde sie Fünfte und im Keirin Sechste. Bei den Junioren-Europameisterschaften gewann sie Silber im Keirin und Bronze im Teamsprint (mit Müller und Schneider).
2022 wurde Jäger mit Schneider, Müller und Bente Lürmann Junioren-Weltmeisterin; in Keirin und im 500-Meter-Zeitfahren gewann sie jeweils Bronze. 2024 startete sie mit Clara Schneider und Alessa-Catriona Pröpster beim Lauf des Nations’ Cup im kanadischen Milton; das Trio belegte Platz fünf. Bei den deutschen Bahnmeisterschaften 2024 in Berlin errang sie vier Podiumsplätze.
Im Herbst 2024 wurde Lara-Sophie Jäger für die Bahnweltmeisterschaften in Kopenhagen nominiert. Kurz zuvor war sie vom RSC Turbine Erfurt zum RV Dudenhofen gewechselt.

## Diverses
Ihr Bruder Julien war ebenfalls als Radsportler erfolgreich.

## Erfolge

### Bahn
2021
- Junioren-Weltmeisterschaft – Teamsprint (mit Clara Schneider und Stella Müller)
- Junioren-Europameisterschaft – Keirin
- Junioren-Europameisterschaft – Teamsprint (mit Clara Schneider und Stella Müller)
- Deutsche Junioren-Meisterin – Teamsprint (mit Stella Müller und Tanita Knorr)

2022
- Junioren-Weltmeisterin – Teamsprint (mit Clara Schneider, Stella Müller und Bente Lürmann)
- Junioren-Europameisterschaft – Keirin, 500-Meter-Zeitfahren

2024
- U23-Europameisterschaft – Teamsprint (mit Clara Schneider und Stella Müller)

2025
- Deutsche Meisterin – Teamsprint (mit Alessa-Catriona Pröpster und Anastasia Kuniß)